# Lasiocampa trifolii
Lasiocampa trifolii este o specie de molie din familia Lasiocampidae, descrisă pentru prima dată de către Denis & Schiffermüller în 1775. 
Genul Lasiocampa  (Lepidoptera,  Lasiocampidae)  este  reprezentat  în  Europa  de  șase  specii  de  fluturi, dintre care trei sunt prezente și în România. Acestea  sunt: Lasiocampa (Pachygastria) eversmanni  (Eversmann,  1843), Lasiocampa (Pachygastria) trifolii (Denis & Schiffermüller, 1775) și Lasiocampa (Lasiocampa) quercus (Linaeus, 1758) (Rákosy et al. 2003, Székely 2010, Zolotuhin & Nieukerken 2013) . 

## Galerie

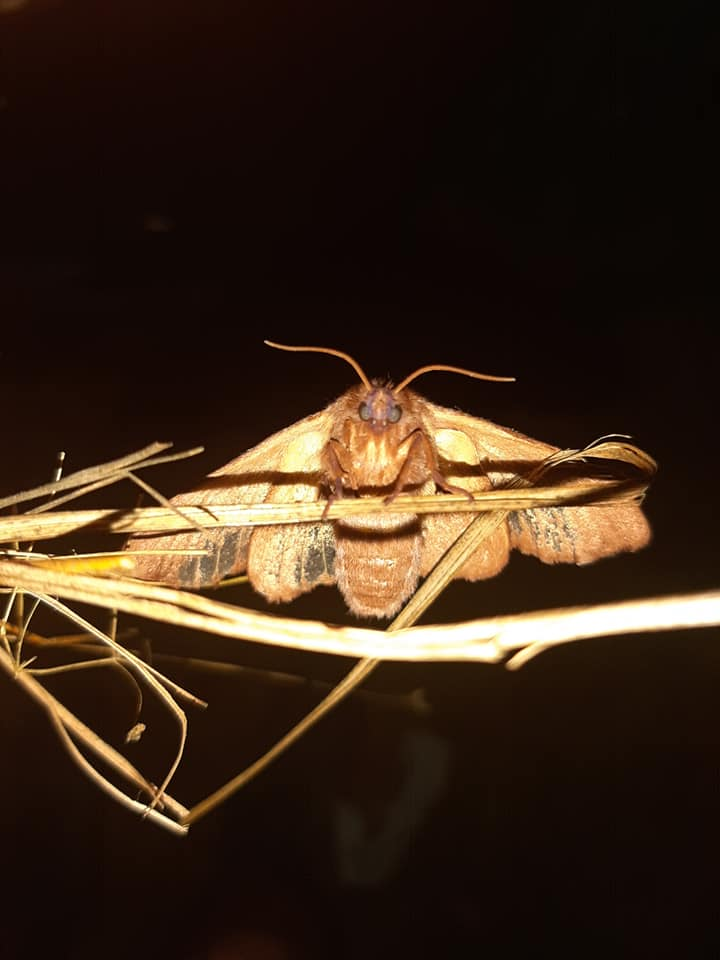
Exemplar de Lasiocampa trifolii fotografiat in zona Părău Cioară, localitatea Vurpăr, județul Sibiu. 14 august 2020
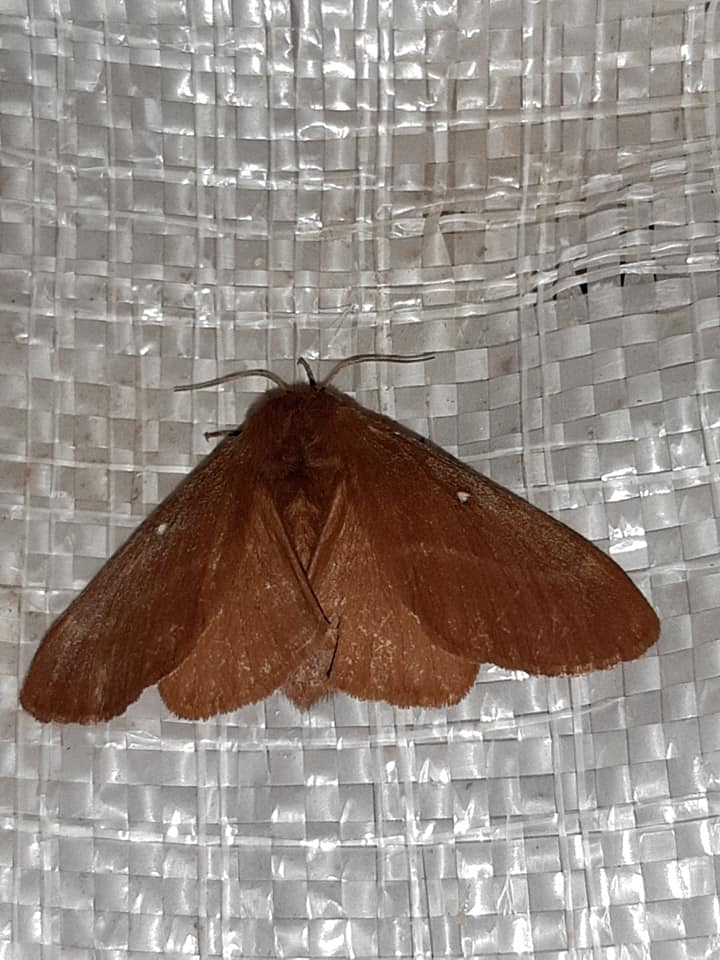
Lasiocampa trifolii femelă, localitatea Vurpăr, județul Sibiu. 14 august 2020

## Legături externe
Materiale media legate de Lasiocampa trifolii la Wikimedia Commons